# Väskinde socken
Väskinde socken eller Västkinde socken ingick i Gotlands norra härad, ingår sedan 1971 i Gotlands kommun och motsvarar från 2016 Väskinde distrikt.
Socknens areal är 39,45 kvadratkilometer, varav 39,41 land. År 2020 fanns här 1 573 invånare. Tätorten och kyrkbyn Väskinde med sockenkyrkan Väskinde kyrka ligger i socknen.

## Administrativ historik
Väskinde socken har medeltida ursprung. Socknen tillhörde Bro ting som i sin tur ingick i Bro setting i Nordertredingen.
Vid kommunreformen 1862 övergick socknens ansvar för de kyrkliga frågorna till Väskinde församling och för de borgerliga frågorna bildades Väskinde landskommun. Landskommunen inkorporerades 1952 i Tingstäde landskommun och ingår sedan 1971 i Gotlands kommun. Församlingen utökades 2007.
1 januari 2016 inrättades distriktet Väskinde, med samma omfattning som församlingen hade 1999/2000.  
Socknen har tillhört samma fögderier och domsagor som Gotlands norra härad. De indelta båtsmännen tillhörde Gotlands första båtsmanskompani.

## Geografi
Väskinde socken ligger vid västra kusten av Gotland, norr om Visby. Socknen är uppodlad slättmark med skog vid de branta klinterna vid kusten. I Väskinde socken återfinns även grottan Bryet. Speleologer har hittills karterat grottgångar som är sammanlagt 200 meter vilket gör Bryet till den tredje längsta karstgrottan i Sverige utanför fjällkedjan.

### Gårdsnamn
Björkome, Bläsnungs Lilla, Bläsnungs Stora, Butter, Gällungs, Kaungs, Klintegårde Lilla, Klintegårde Stora, Knuts, Kviungs, Mickelgårds Lilla, Mickelgårds Stora, Norrgårde Lilla, Norrgårde Stora, Nors, Prästgården, Ringvide, Roklunds, Skäggs, Vis, Väskinds, Österrajse.

## Fornlämningar
Kända från socknen är ett tiotal hällkistor från stenåldern och några gravrösen från bronsåldern. Från järnåldern finns 15 gravfält, stensträngar, bildstenar och stenar med sliprännor. Fornborgen Brucebo ligger här.

## Namnet
Namnet (med runor ueskini) är otolkat.
Före 1940 också benämnt Västkinde socken.

## Befolkningsutveckling
| Befolkningsutvecklingen i Väskinde socken 1750–2020 | Befolkningsutvecklingen i Väskinde socken 1750–2020 | Befolkningsutvecklingen i Väskinde socken 1750–2020 | Befolkningsutvecklingen i Väskinde socken 1750–2020 | Befolkningsutvecklingen i Väskinde socken 1750–2020 |
| --- | --------------------------------------------------- | --------------------------------------------------- | --------------------------------------------------- | --------------------------------------------------- |
| |                                                     |                                                     |                                                     |                                                     |
| År |                                                     |                                                     | Folkmängd                                           |                                                     |
| 1750 | 1750                                                |                                                     | 240                                                 |                                                     |
| 1760 | 1760                                                |                                                     | 267                                                 |                                                     |
| 1769 | 1769                                                |                                                     | 276                                                 |                                                     |
| 1780 | 1780                                                |                                                     | 296                                                 |                                                     |
| 1790 | 1790                                                |                                                     | 308                                                 |                                                     |
| 1800 | 1800                                                |                                                     | 331                                                 |                                                     |
| 1810 | 1810                                                |                                                     | 351                                                 |                                                     |
| 1820 | 1820                                                |                                                     | 396                                                 |                                                     |
| 1830 | 1830                                                |                                                     | 410                                                 |                                                     |
| 1840 | 1840                                                |                                                     | 436                                                 |                                                     |
| 1850 | 1850                                                |                                                     | 527                                                 |                                                     |
| 1860 | 1860                                                |                                                     | 569                                                 |                                                     |
| 1870 | 1870                                                |                                                     | 596                                                 |                                                     |
| 1880 | 1880                                                |                                                     | 580                                                 |                                                     |
| 1890 | 1890                                                |                                                     | 573                                                 |                                                     |
| 1900 | 1900                                                |                                                     | 723                                                 |                                                     |
| 1910 | 1910                                                |                                                     | 780                                                 |                                                     |
| 1920 | 1920                                                |                                                     | 835                                                 |                                                     |
| 1930 | 1930                                                |                                                     | 820                                                 |                                                     |
| 1940 | 1940                                                |                                                     | 780                                                 |                                                     |
| 1950 | 1950                                                |                                                     | 717                                                 |                                                     |
| 1960 | 1960                                                |                                                     | 581                                                 |                                                     |
| 1970 | 1970                                                |                                                     | 521                                                 |                                                     |
| 1980 | 1980                                                |                                                     | 781                                                 |                                                     |
| 1990 | 1990                                                |                                                     | 1 009                                               |                                                     |
| 2000 | 2000                                                |                                                     | 1 210                                               |                                                     |
| 2010 | 2010                                                |                                                     | 1 436                                               |                                                     |
| 2020 | 2020                                                |                                                     | 1 573                                               |                                                     |
| Anm: Källor: Umeå universitet - Tabellverket 1749-1859, Demografiska databasen, CEDAR, Umeå universitet, Befolkningsutvecklingen i Gotlands socknar 2000 - 2010, Folkmängden per distrikt, landskap, landsdel eller riket efter kön. År 2015 - 2022. |                                                     |                                                     |                                                     |                                                     |

### Fotnoter
1. 1 2  Svensk Uppslagsbok andra upplagan 1947–1955: Väskinde socken
2. ↑  ”Folkmängden per distrikt, landskap, landsdel eller riket efter kön. År 2015 - 2022”. Statistikdatabasen. Statistiska centralbyrån. http://www.statistikdatabasen.scb.se/pxweb/sv/ssd/START__BE__BE0101__BE0101A/FolkmangdDistrikt/. Läst 23 april 2023.
3. ↑  Harlén, Hans; Harlén Eivy (2003). Sverige från A till Ö: geografisk-historisk uppslagsbok. Stockholm: Kommentus. Libris 9337075. ISBN 91-7345-139-8
4. ↑  ”Församlingar”. Statistiska centralbyrån. https://www.scb.se/hitta-statistik/regional-statistik-och-kartor/regionala-indelningar/forsamlingar/. Läst 30 december 2022.
5. ↑  Administrativ historik för Väskinde socken (Klicka på församlingsposten). Källa: Nationella arkivdatabasen, Riksarkivet.
6. ↑  Om Gotlands båtsmanskompani
7. 1 2  Sjögren, Otto (1931). Sverige geografisk beskrivning del 2 Östergötlands, Jönköpings, Kronobergs, Kalmar och Gotlands län. Stockholm: Wahlström & Widstrand. Libris 9939
8. 1 2  Nationalencyklopedin
9. ↑  Fornlämningar, Statens historiska museum: Väskinde socken
10. ↑  Fornminnesregistret, Riksantikvarieämbetet: Väskinde socken Fornminnen i socknen erhålls på kartan genom att skriva in sockennamn (utan "socken") i "Ange geografiskt område"
11. ↑  Mats Wahlberg, red (2003). Svenskt ortnamnslexikon. Uppsala: Institutet för språk och folkminnen. Libris 8998039. ISBN 91-7229-020-X. https://isof.diva-portal.org/smash/get/diva2:1175717/FULLTEXT02.pdf